# Ресетинська культура
Ресетинська культура — археологічна культура пізнього палеоліту і раннього мезоліту. 
Представлена рядом пам'яток у верхів'ях річки Ока і також у районі Ресета. Ділиться на два періоди.
Культура успадковує верхнепалеолітичні традиції пам'яток типу Гагарино — Хотильове ІІ. Це вказує на певну міграцію населення на північ в долину Оки зі Подоння і Сіверщини вслід за стадами мамута і оленя.
Крем'яна індустрія характеризується різноманітною технікою розщеплення. Заготовки різні, але переважають пластини. Знаряддя представлені різцями, в основному без приробленої площадки, кінцевими й багатолезовими шкребками. Численні струганки, косі вістря й вироби з поперечно зрізаним кінцем; мікроліти із затупленим краєм і наконечники стріл на мікропластинках. 
У комплексі з пам'ятками типу Смячка 14 у розфарбуванні прослідковуються елементи свідерскої й аренсбурзької культур, населення яких також проникало в цей край в пізньому палеоліті. 
Ресетинська культура послугувала основою наступної мезолітичної бутовської культури (частина Деснянського мезоліту).